# Symplecta mckinleyana
Symplecta mckinleyana är en tvåvingeart som först beskrevs av Alexander 1955.  Symplecta mckinleyana ingår i släktet Symplecta och familjen småharkrankar. Inga underarter finns listade i Catalogue of Life.